# Pseudicius zebra
Pseudicius zebra är en spindelart som beskrevs av Simon 1902. Pseudicius zebra ingår i släktet Pseudicius och familjen hoppspindlar. Inga underarter finns listade i Catalogue of Life.